# Charles Fredricks

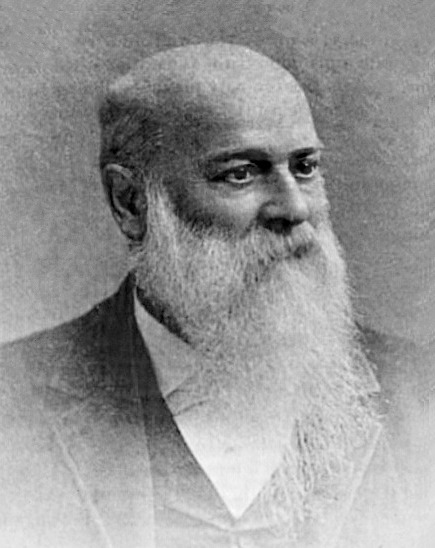
Charles DeForest Fredricks

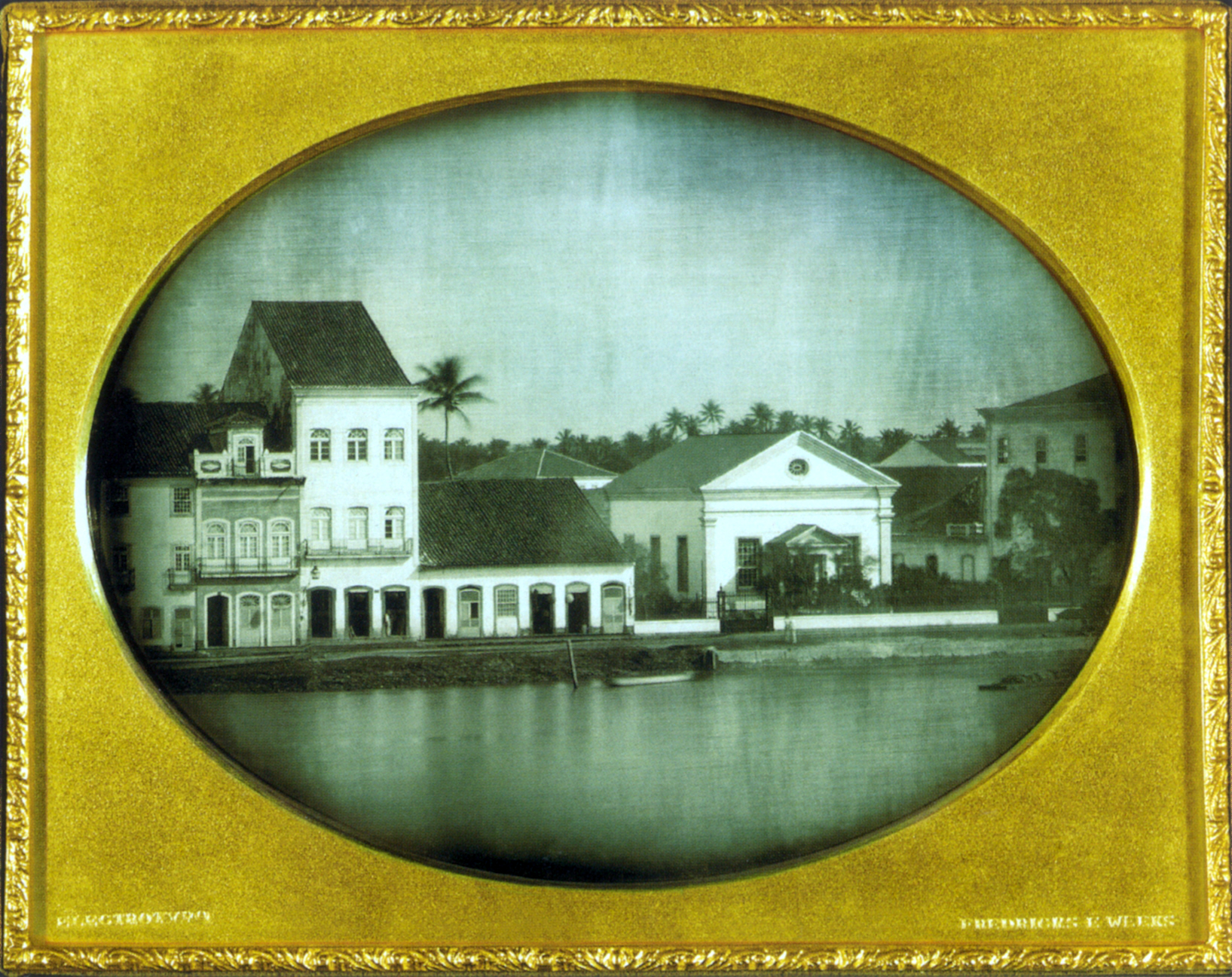
Vista al daguerrotipo de Recife (Brasil), 1851. Fredricks.

Charles DeForest Fredricks (1823 - 1894) fue un pionero de la fotografía en los Estados Unidos. 

## Biografía
Fredricks aprendió el arte del daguerrotipo en Nueva York del pionero Jeremiah Gurney. En 1843, por insistencia de su hermano, zarpó rumbo a Angostura (hoy Ciudad Bolívar) en Venezuela, capturó varias imágenes de la ciudad con su máquina de daguerrotipo. Su profesión lo llevó atravesando los ríos Orinoco y Amazonas, donde sobrevivió milagrosamente ya que los guías indígenas lo abandonaron llevándose las provisiones y las canoas, llegando hasta las ciudades de Pará, Belém (adonde también trabajó como orfebre), Recife, San Salvador de Bahía, Río de Janeiro, Montevideo y Buenos Aires. En esta última tomó en 1852 las primeras fotografías de lugares públicos que se conozcan, como la Plaza de Mayo y el Cabildo, el antiguo Fuerte, la Plaza San Martín y la actual Avenida Alem. En su estudio se formaron además, fotógrafos como Antonio Pozzo, quien documentara con su cámara la llamada Conquista del Desierto que condujo el general Roca en 1879. Luego de un incendio en su estudio, pocos trabajos fueron rescatados.
Tuvo un gran éxito en Sudamérica, adonde mostró la capacidad de volverse conocido en cada lugar que visitaba, para luego trasladarse a otra ciudad y lograr fama nuevamente, una y otra vez.
Luego de un breve período en Charleston, South Carolina, Fredricks se trasladó a París. Allí se transformó en el primer fotógrafo en realizar retratos de tamaño real, que luego artistas utilizaban como base para colorear con pastel. 
Al regresar a Nueva York, se reencontró con Gurney, aunque no queda claro si trabajó como su socio o como su empleado. En 1854, había desarrollado un proceso primitivo para ampliar fotografías, y al año siguiente terminó su relación con Gurney.
En los últimos años de esa década, trabajó en un estudio en La Habana. Allí recibió premios por sus fotografías tratadas al óleo y a la acuarela. En los años 1860 abrió un estudio en Broadway, que fue conocido por sus retratos fotográficos en tarjeta de visita (un formato estándar de fotografía pequeña). Por esos años, retrató varias veces a John Wilkes Booth, el asesino del presidente norteamericano Abraham Lincoln, en su estudio.
Se retiró de la fotografía en 1889 y murió cinco años después.